# Ancona
Ancona és una ciutat italiana, capital de la província d'Ancona a la regió de les Marques.

## Història
Ancona (en grec antic Ἀγκών) era una important ciutat del Picè a la mar Adriàtica. Estava situada en un promontori que formava una notable corba o colze (ἀγκών en grec vol dir colze) que protegia i gairebé tancava el seu port, segons Estrabó i Pomponi Mela. El promontori on es trobava la ciutat connectava amb el Mons Cummerus, una massa muntanyosa més elevada, segons Plini el Vell.
Ancona era l'única ciutat grega d'aquesta banda de la costa i va ser fundada com a colònia pels grecs exiliats de Siracusa (Sicília), que van fugir de la tirania de Dionís el Vell l'any 380 aC, atrets pel seu port natural. La menciona Escílax de Carianda, que només anota les colònies gregues. Plini el Vell diu que era una fundació dels sículs, però probablement és una confusió per la seva fundació pels sicilians. No es coneix res de la seva història inicial, però segurament els avantatges del seu port la van convertir en una poderosa ciutat ben aviat, ja que era l'únic port natural en aquella costa. Sili Itàlic diu que era important per que se n'obtenia un bon colorant porpra.
Va passar a Roma amb la resta del Picè en un moment no precisat, i el 178 aC va ser una estació naval per la campanya d'Il·líria, segons Titus Livi. Sempre va ser el principal port per les comunicacions de Roma amb Dalmàcia, i Juli Cèsar la va ocupar immediatament després d'haver travessat el Rubicó. En temps dels Gracs el seu territori es va assignar en part als colons romans i Marc Antoni hi va establir una colònia de veterans que havien servit amb Juli Cèsar, moment en què devia adquirir el rang de colònia que tenia al començament de l'Imperi, segons Polibi. Trajà la va engrandir i va ampliar-ne els molls, i en el seu honor es va dedicar un arc de triomf de marbre blanc que encara es conserva junt amb restes de l'amfiteatre. Hi havia també un temple de Venus, celebrat per Juvenal i per Catul, del que no en queden restes. La ciutat va tenir un paper important en les batalles de Belisari i Narses contra el Regne dels ostrogots durant la guerra gòtica. Posteriorment va ser una de les principals ciutats de l'Exarcat de Ravenna, i va seguir com a important port comercial durant tota l'edat mitjana.

## Evolució demogràfica

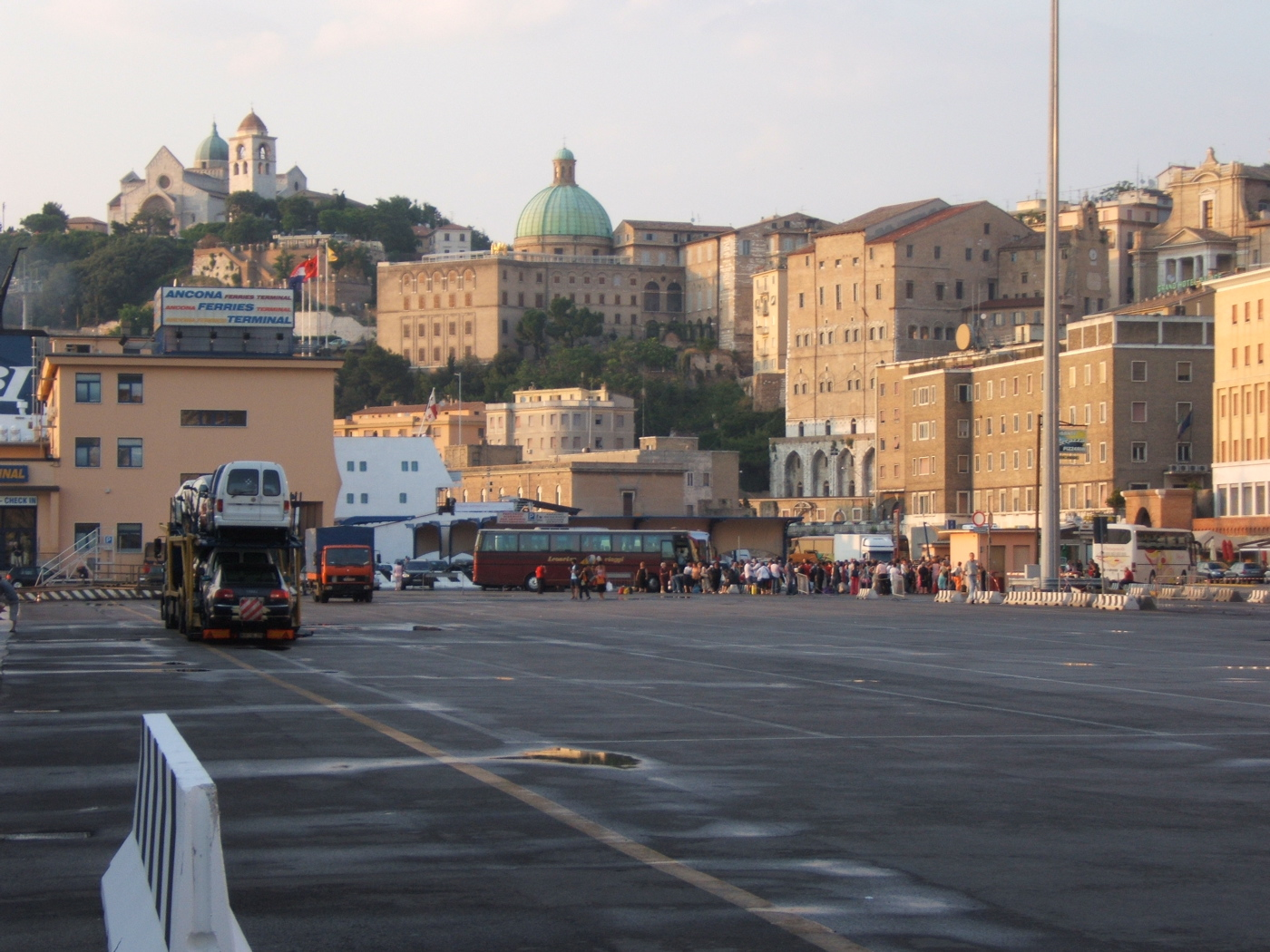
Vista des del port

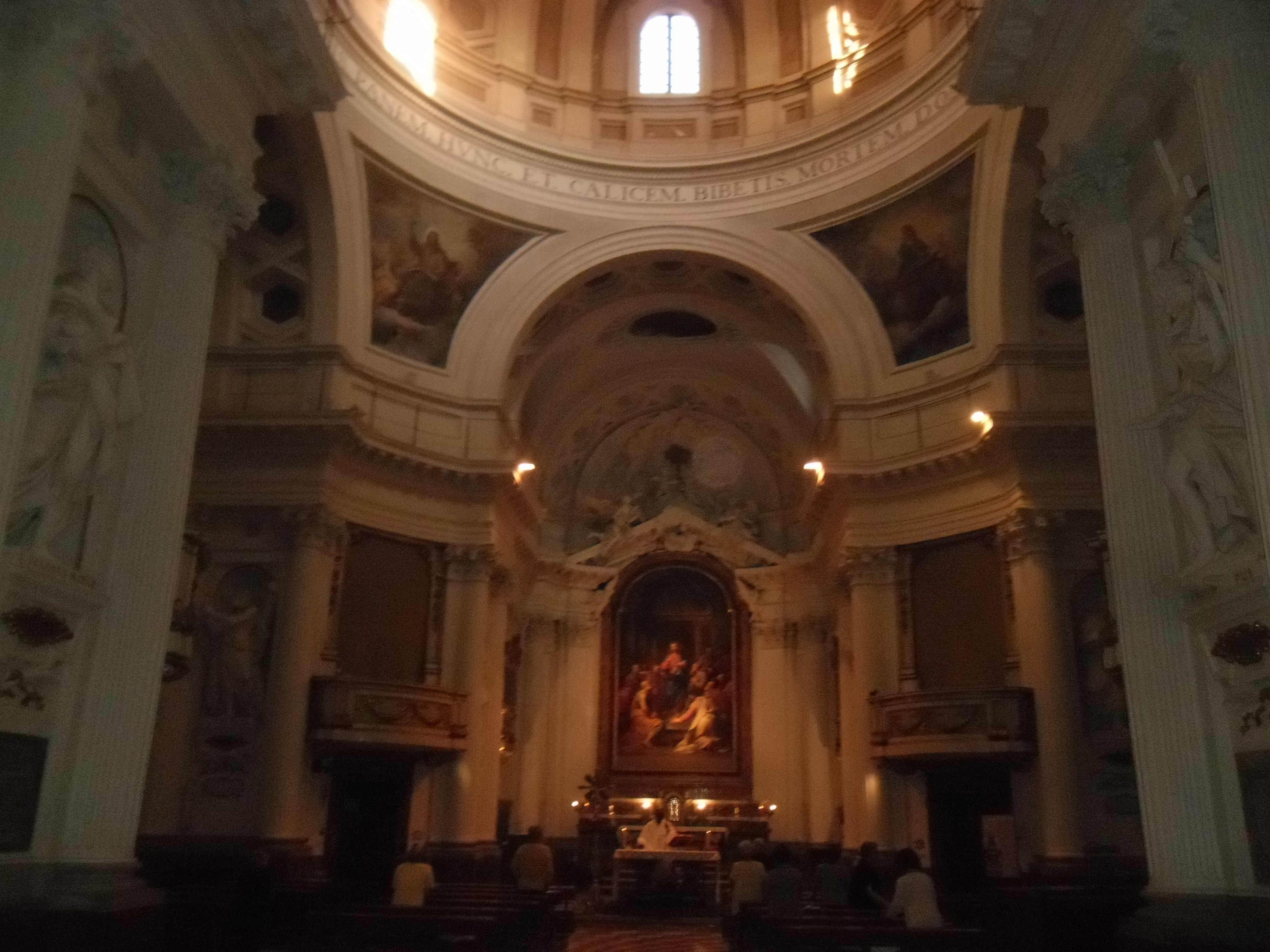
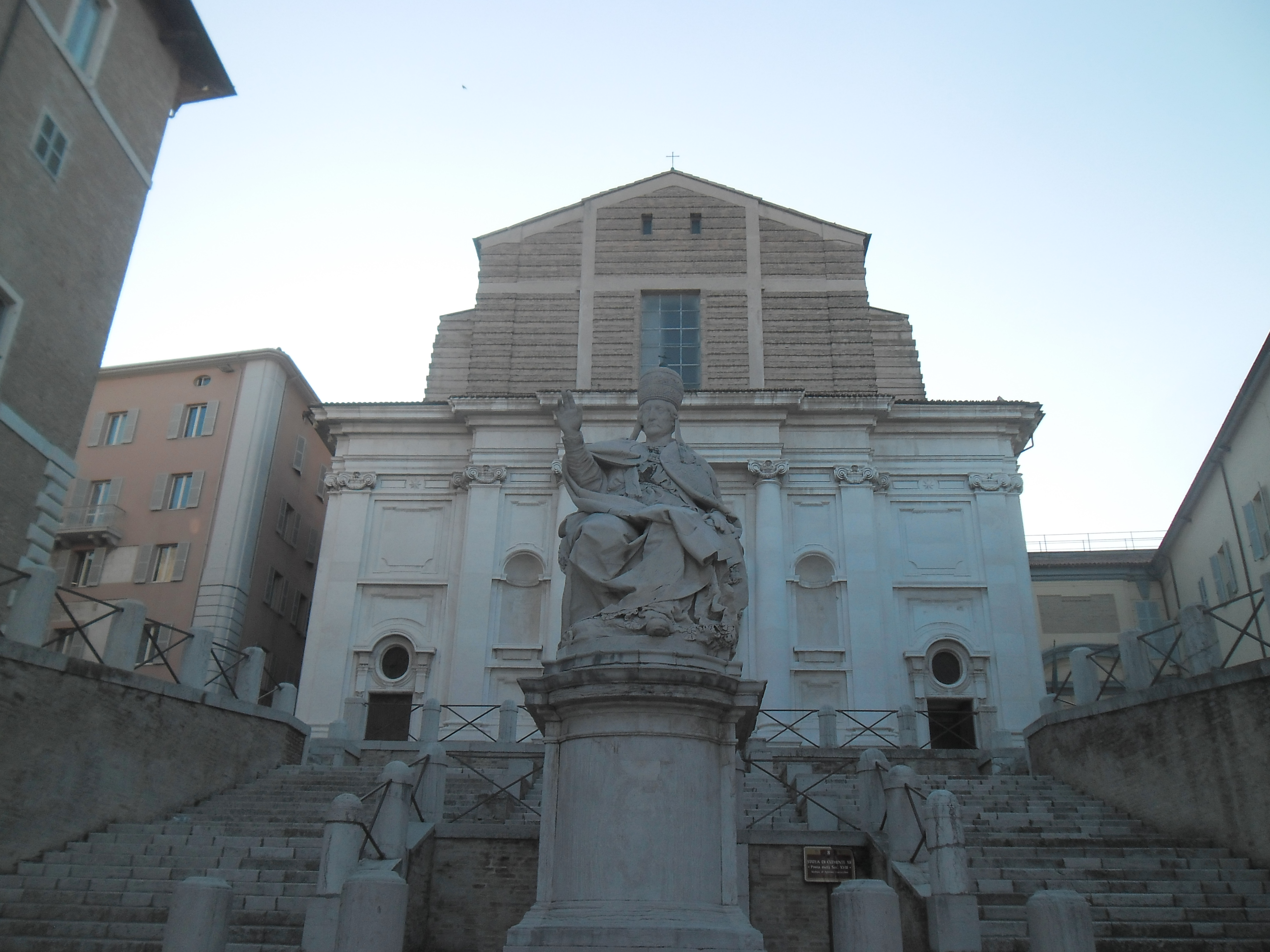
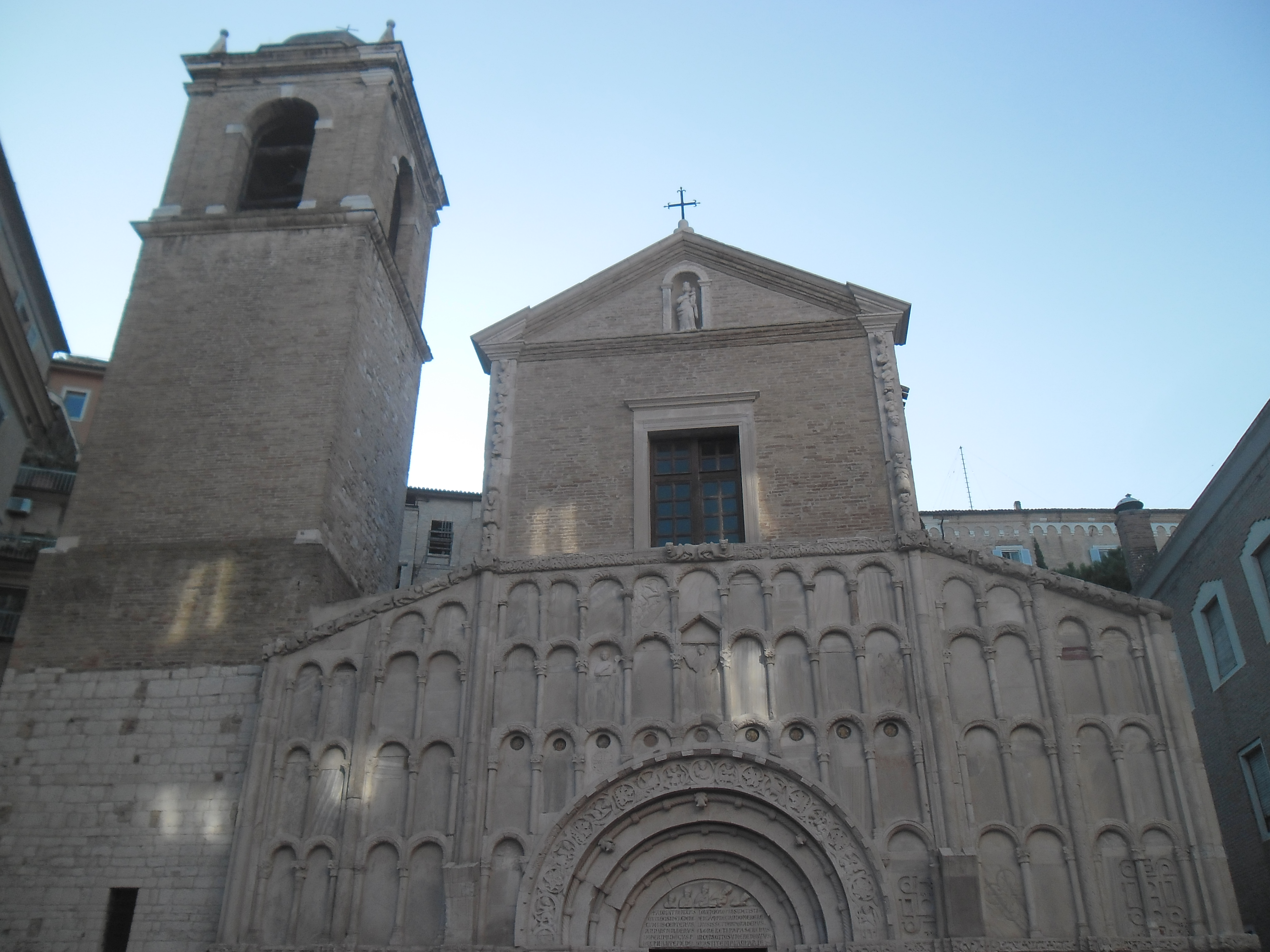
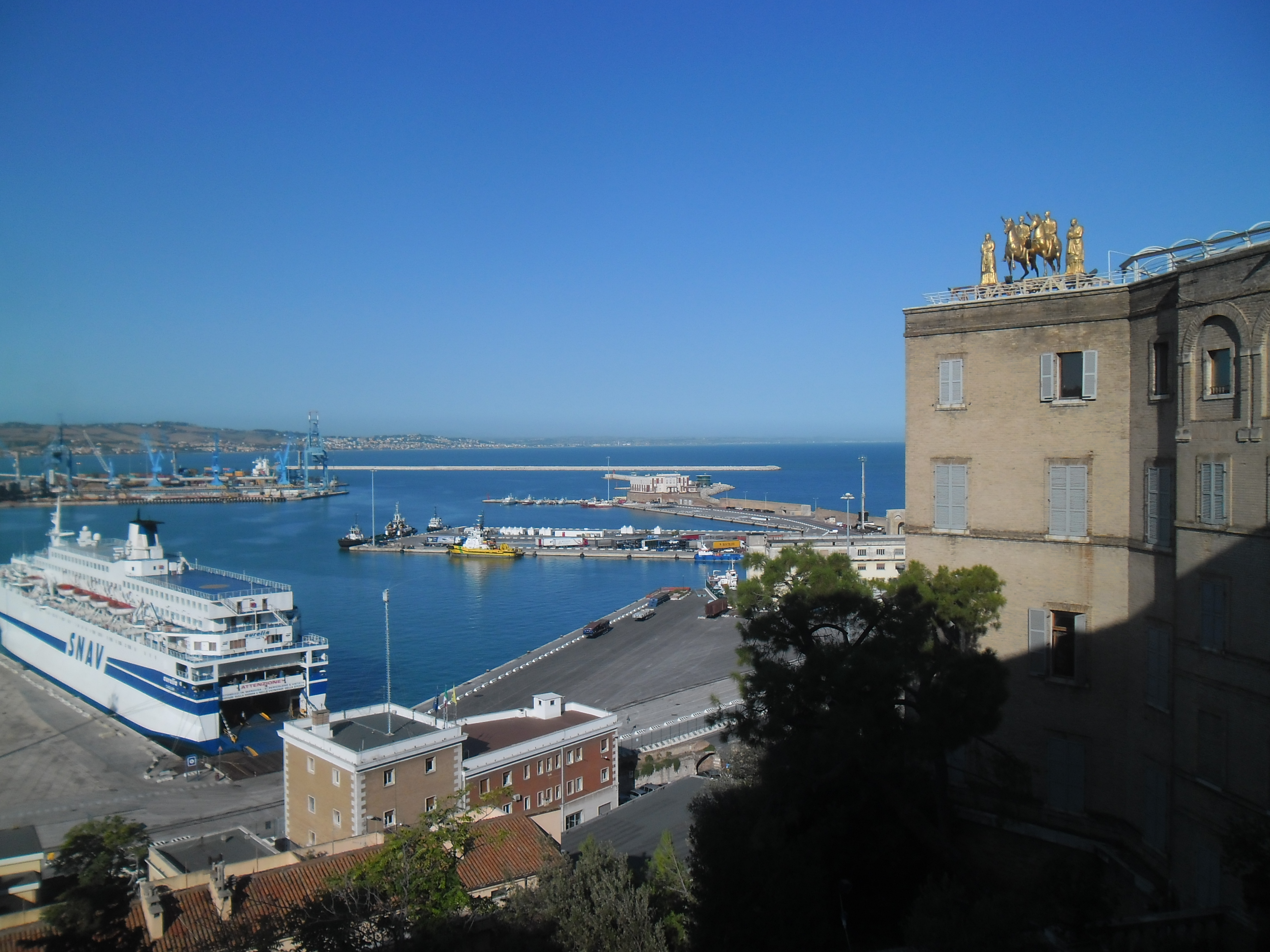
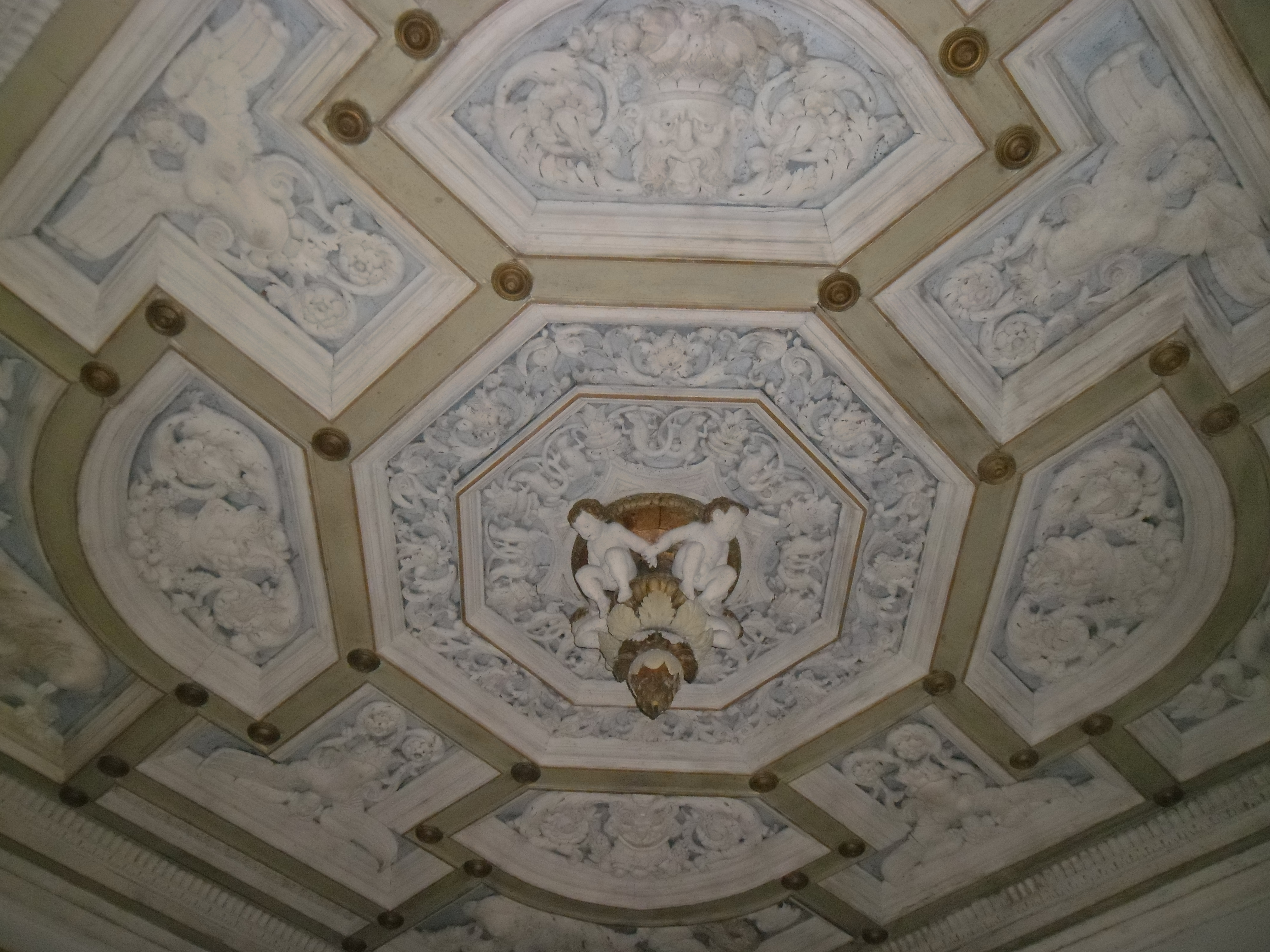
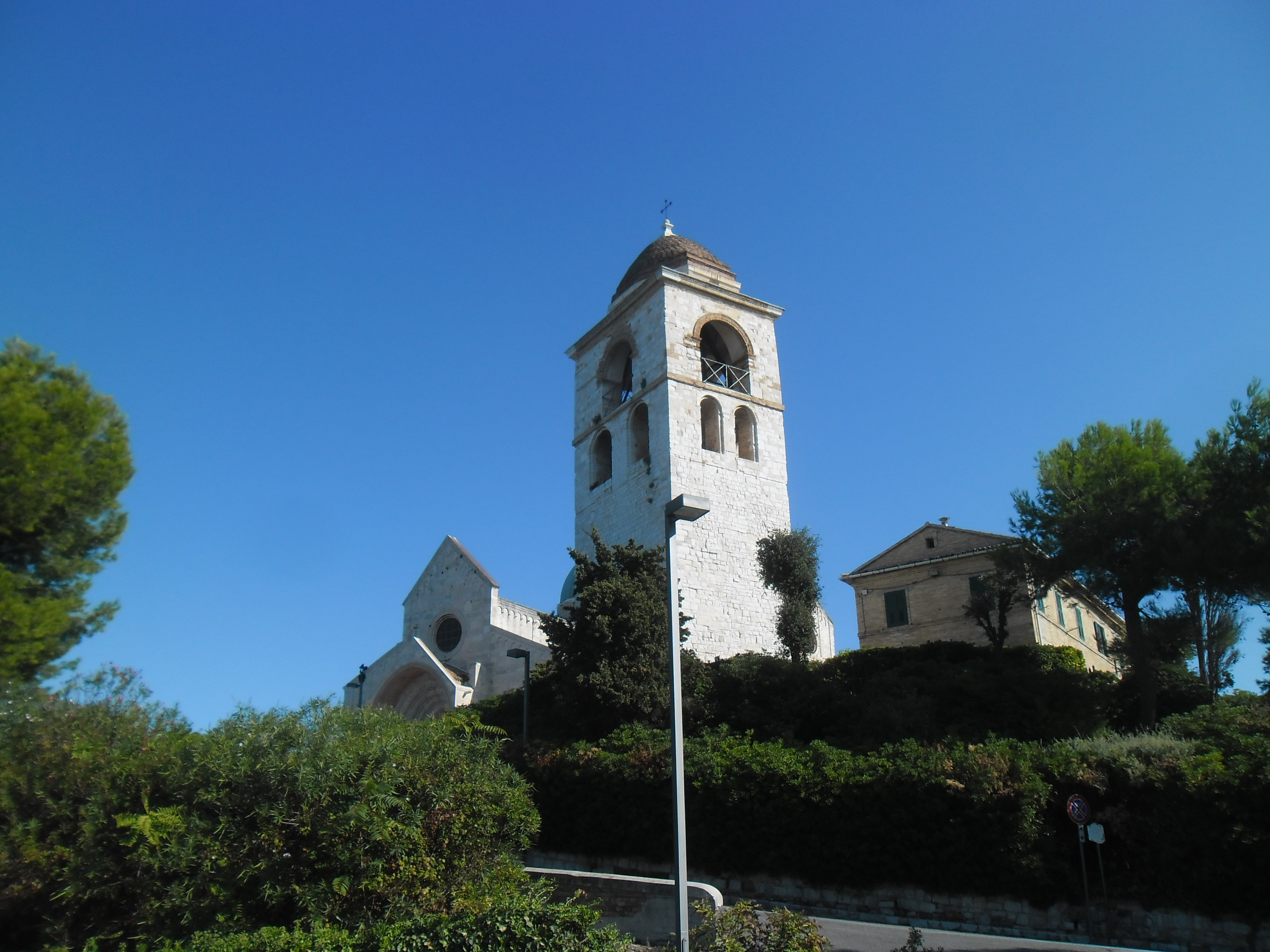
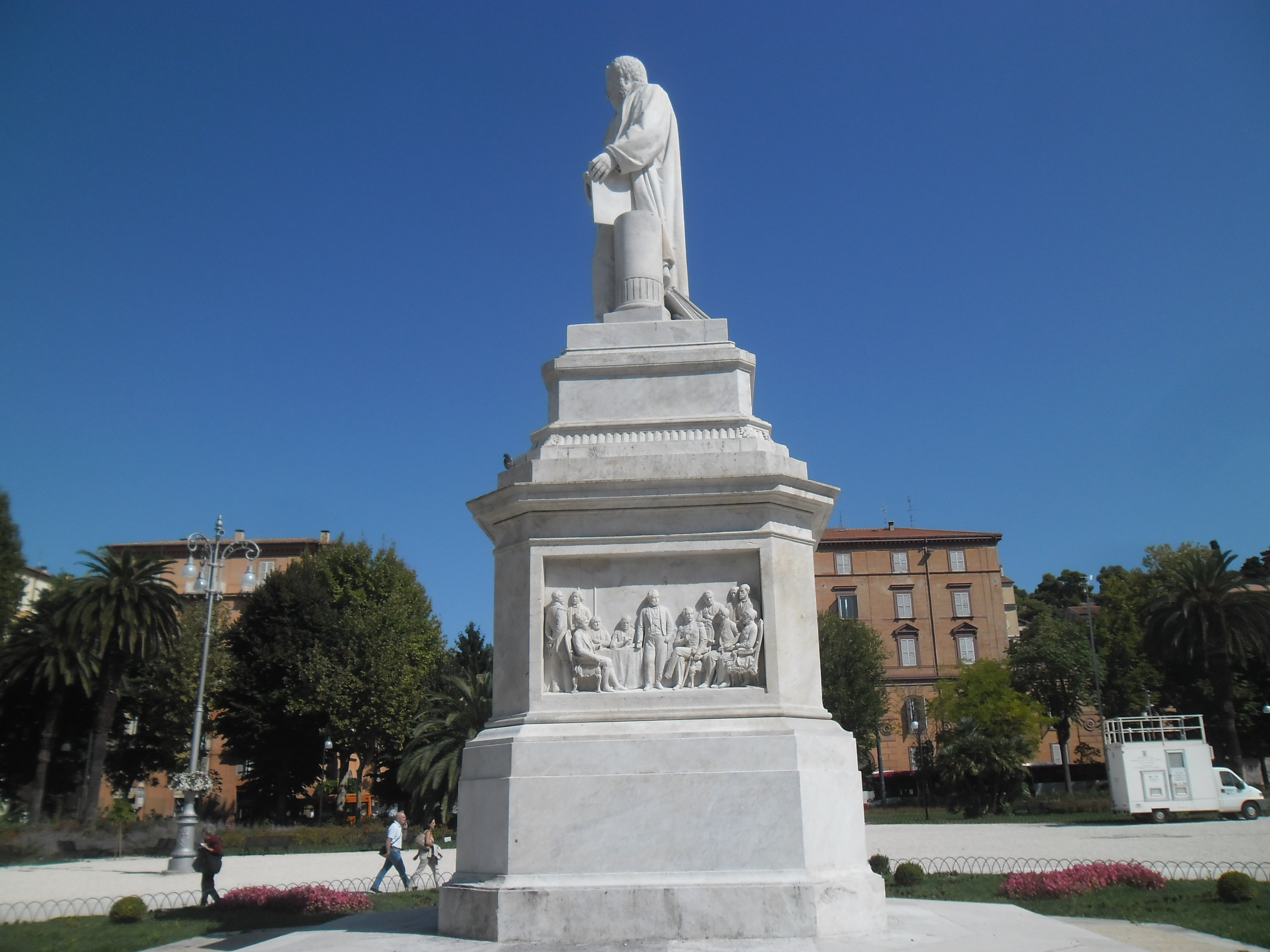
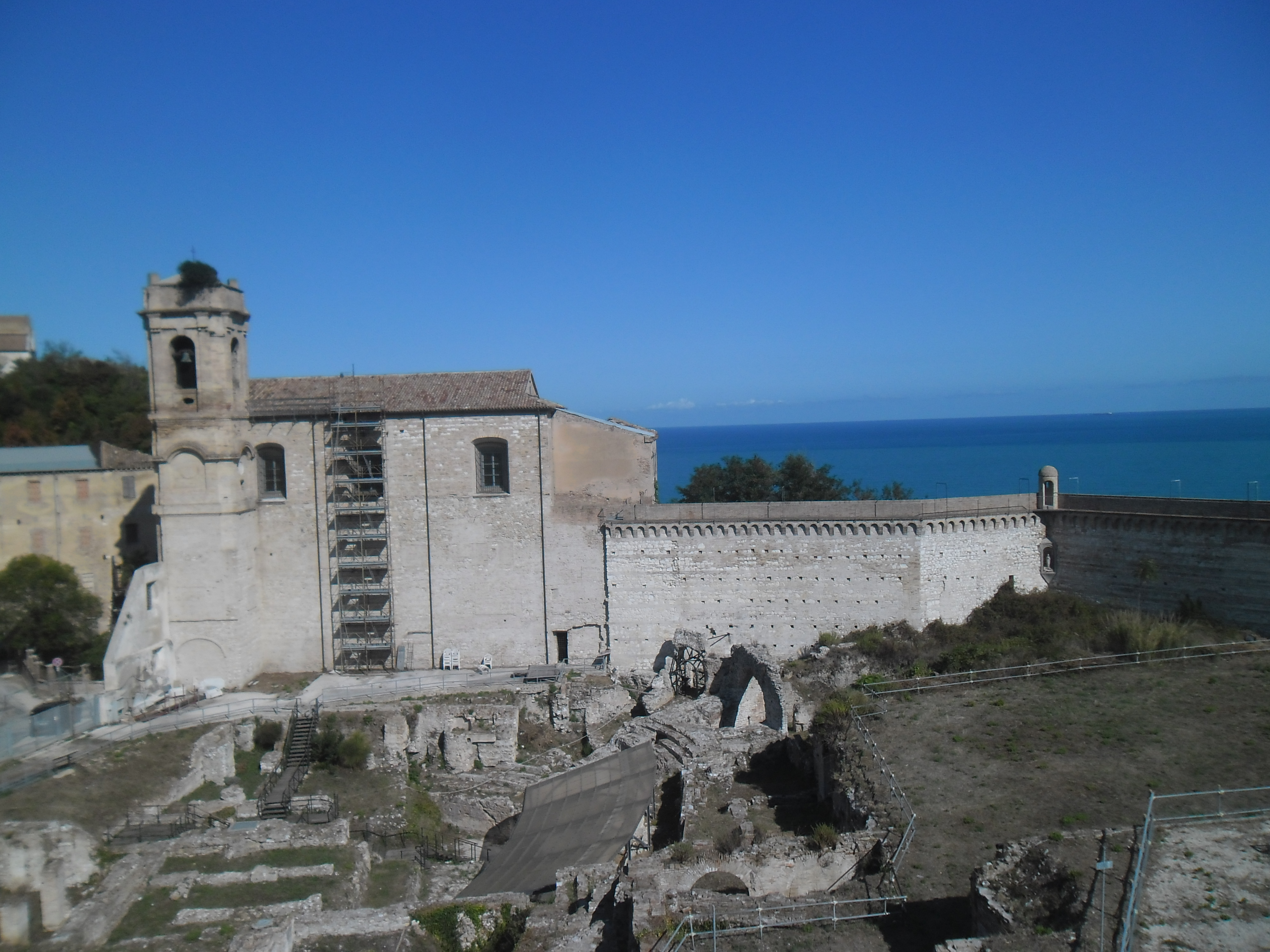
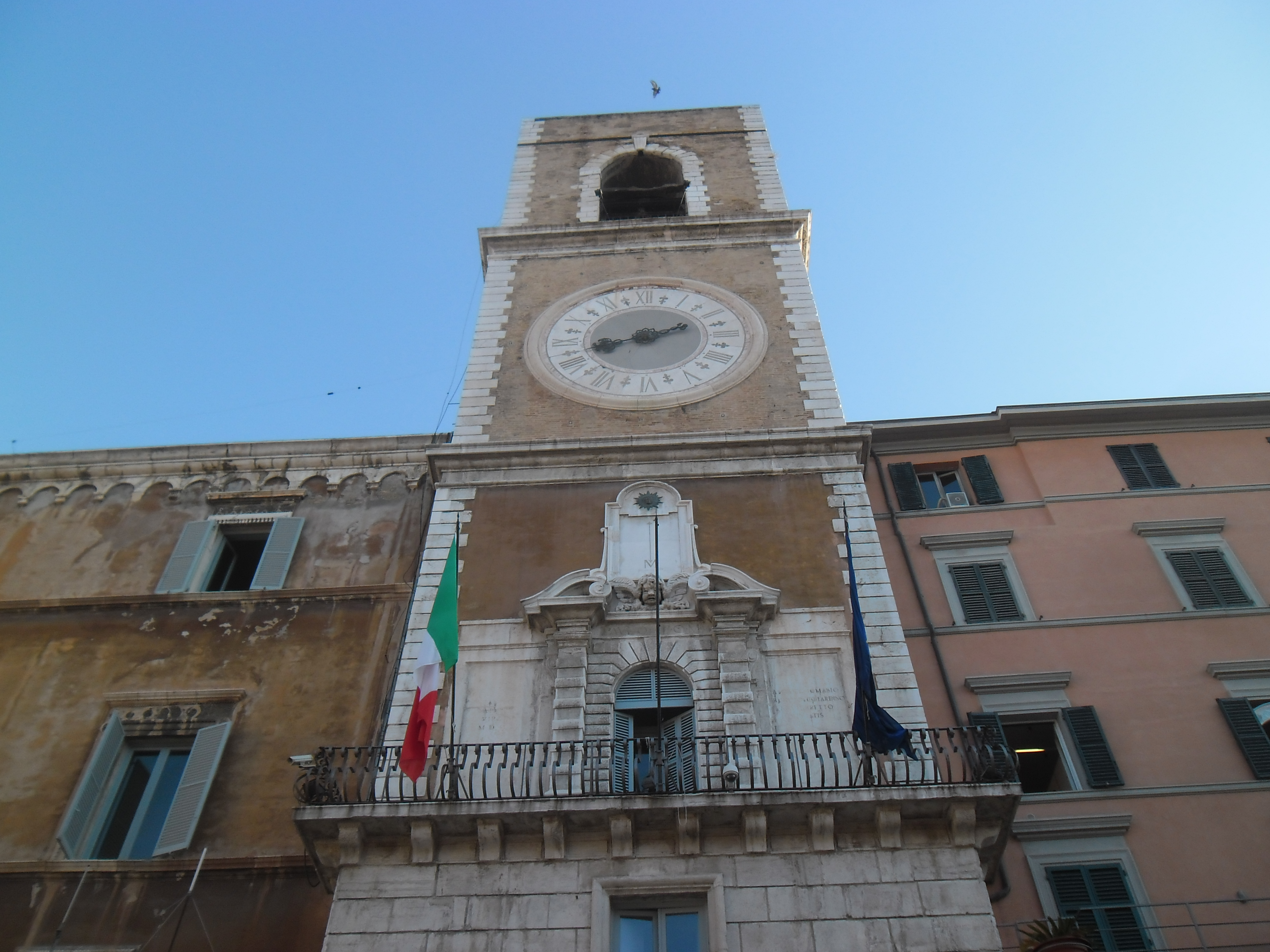
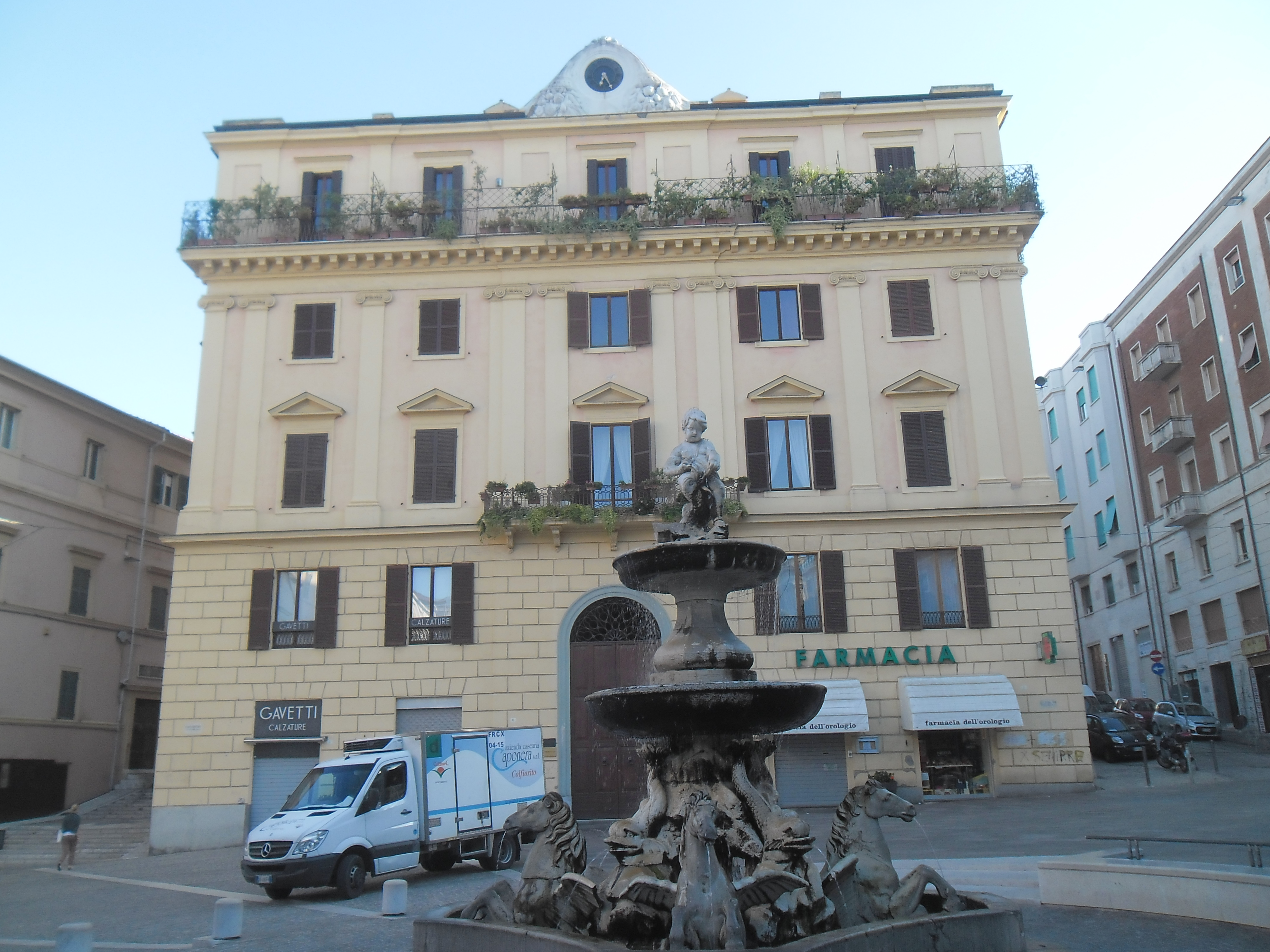
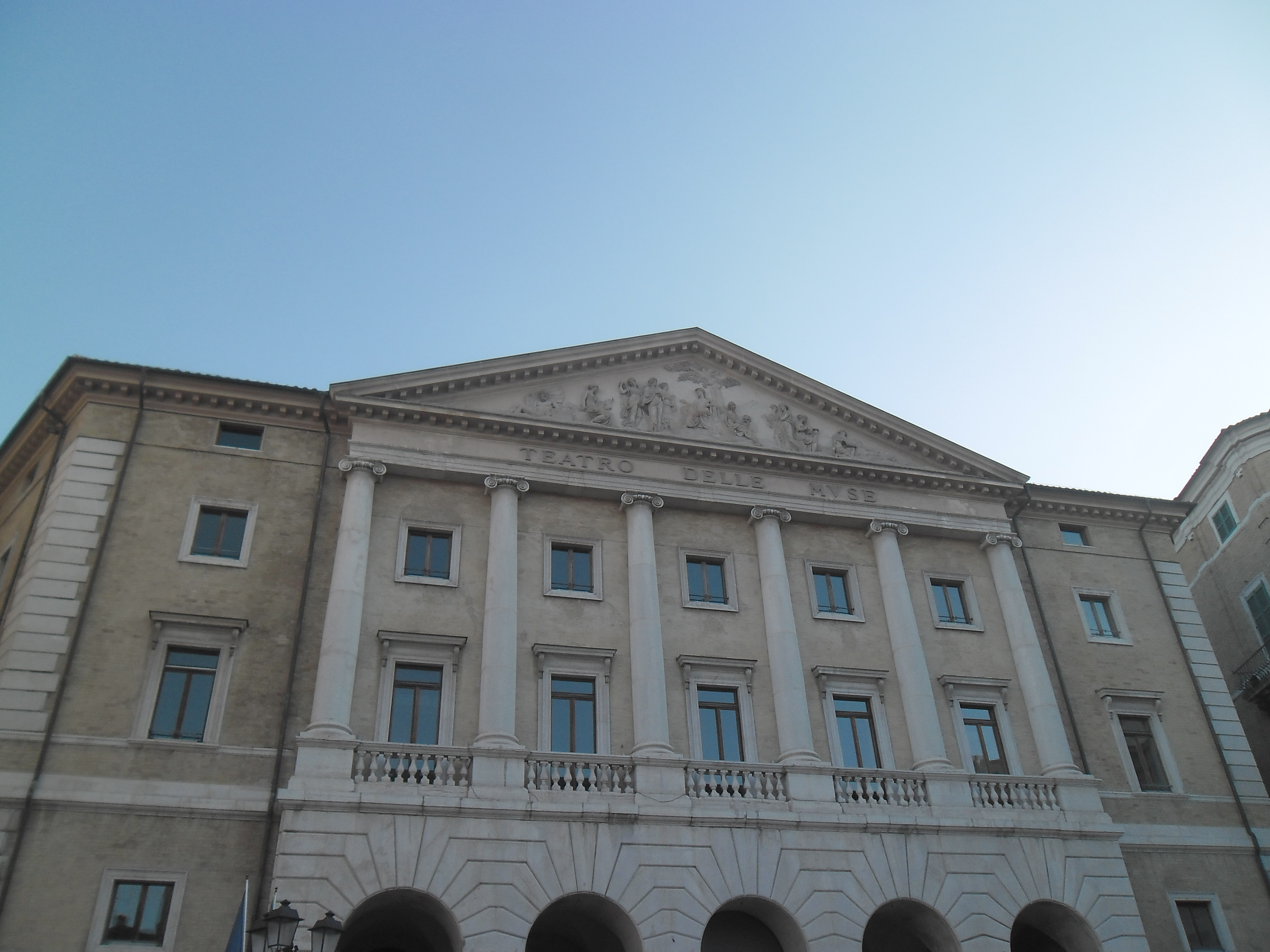
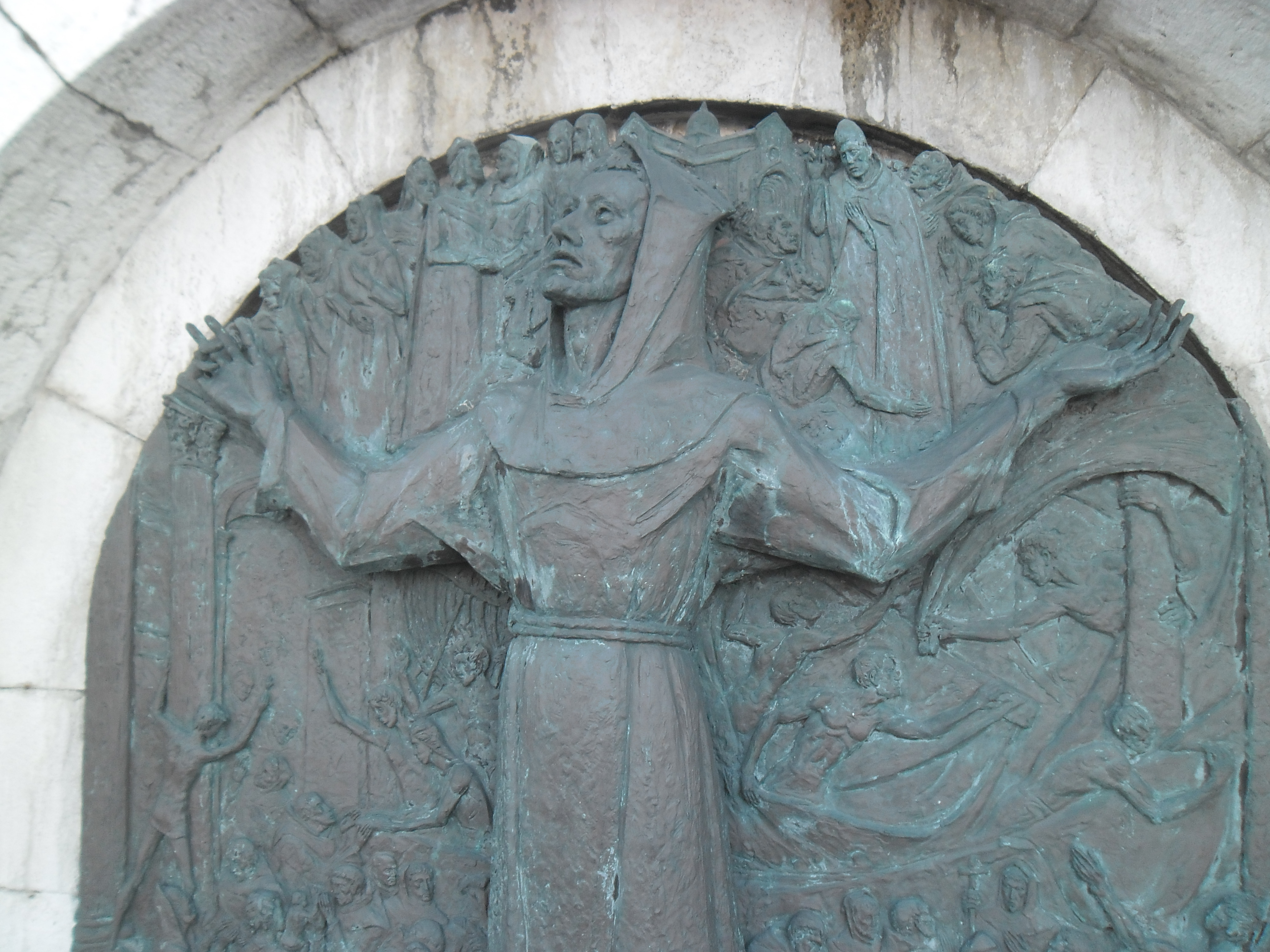
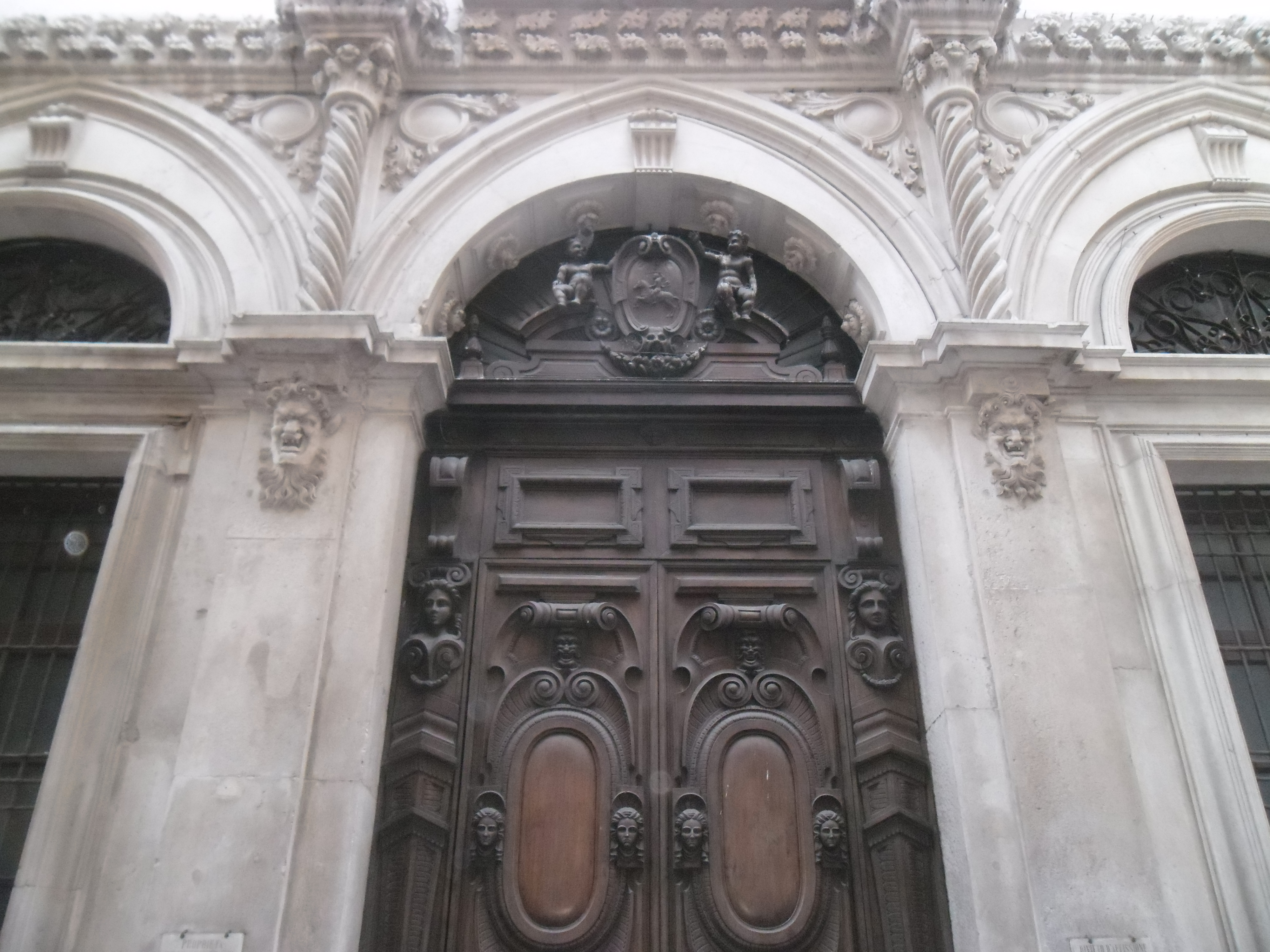
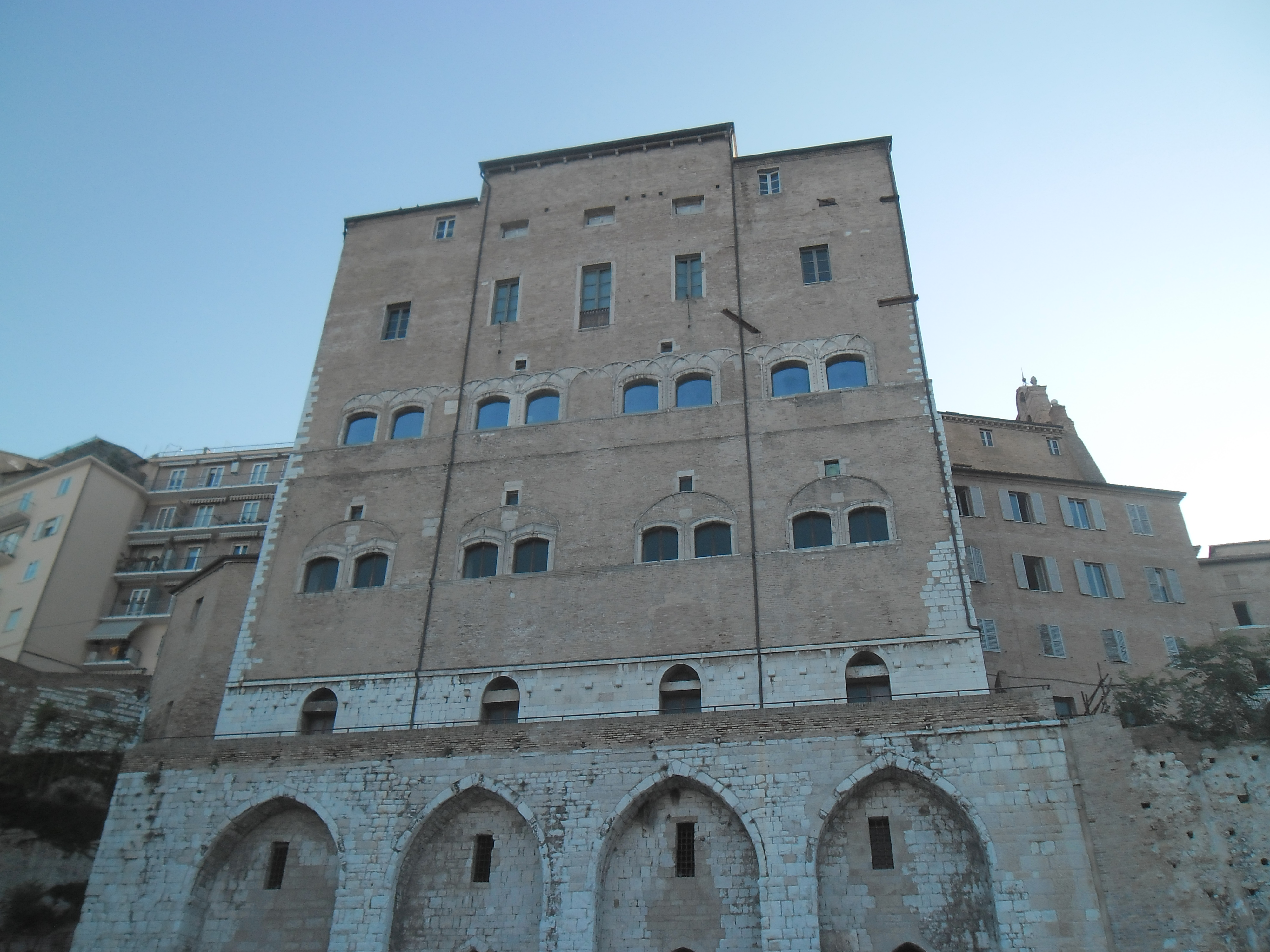